# Yelena Pitieva
Yelena Vladímirovna Pitieva, és una física teòrica russa en l'Institut d'Astronomia Aplicada de l'Acadèmia Russa de les Ciències, a Sant Petersburg. El seu nom apareix en publicacions com Elena Vladimirovna Pitjeva. És reconeguda pel seu treball en efemèrides i està actualment al capdavant del Laboratori d'Efemèrides d'Astronomia de l'Institut d'Astronomia Aplicada. Pitieva és membre de la Unió Astronòmica Internacional Comissió 4: Efemèrides.

## Educació
Pitieva es va graduar en la Facultat de Matemàtiques i Mecànica en Universitat de Sant Petersburg el 1972, en l'especialitat d'astronomia. Va obtenir un màster en física teòrica el 1994 i un doctorat en recerca en física teòrica l'any 2005. Va ser una estudiant del professor Georgij A. Krasinsky.

## Algunes publicacions
- Pitjeva, I. V. (2005). Pitjeva, E. V. «High-Precision Ephemerides of Planets—EPM and Determination of Some Astronomical Constants». Solar System Research, 39, 3, 2005, pàg. 176. Arxivat de l'original el 2012-09-07. DOI: 10.1007/s11208-005-0033-2 [Consulta: 12 març 2016].Arxivat 2012-09-07 a Wayback Machine.
- Pitjeva, I. V. (2004). «Estimations of masses of the largest asteroids and the main asteroid belt from ranging to planets, Mars orbiters and landers». 35th COSPAR Scientific Assembly. Realitzada durant el 18 a 25 de juliol de 2004, a París, França: 2014.
- Krasinsky, Georgij A.; Pitjeva, I. V.; Vasilyev, M. V.; Yagudina, I. I. (Krasinsky, Georgij A.; Pitjeva, E. V.; Vasilyev, M. V.; Yagudina, E. I. «Hidden Mass in the Asteroid Belt». Icarus, 158, 1, julio 2002, pàg. 98-105. DOI: 10.1006/icar.2002.6837. 2002). Krasinsky, Georgij A.; Pitjeva, E. V.; Vasilyev, M. V.; Yagudina, E. I. «Hidden Mass in the Asteroid Belt». Icarus, 158, 1, julio 2002, pàg. 98-105. DOI: 10.1006/icar.2002.6837.ajuda